# Martin Lipsmeier
Martin Lipsmeier (* 25. Dezember 1898 in Anreppen; † 29. September 1947 in der Sowjetunion) war ein deutscher Bildhauer.

## Leben
Martin Lipsmeier wurde am Weihnachtstag 1898 in Anreppen geboren und verbrachte seine Kindheit auf dem Hof seiner Eltern. Seine Ausbildung erhielt er wahrscheinlich in der Werkstatt von Fecke in Delbrück. Dort lernte er auch seine Frau Änne Lipsmeier, geb. Fecke kennen, die ursprünglich aus Lichtenau stammte, aber des Öfteren ihre Verwandten in Delbrück besuchte. Im Ersten Weltkrieg wurde er Soldat der Kaiserlichen Marine. Nach der Heirat bezog das Paar ihr Haus an der Rietberger Straße in Delbrück, wo Lipsmeier auch sein Atelier einrichtete. Sein Œuvre war vielschichtig. Neben den Bildhauerarbeiten entstanden auch sakrale und profane Einrichtungsgegenstände. Viele Kirchen in Ostwestfalen sind noch heute mit Skulpturen von Lipsmeier geschmückt. 1939 wurde er als Soldat zur Kriegsmarine eingezogen. Er überlebte den Zweiten Weltkrieg und starb in sowjetischer Kriegsgefangenschaft. Nach einer angemessenen Wartezeit heiratete die Witwe den Bildhauer Josef Picker, der auch das Atelier übernahm. Er stellte vor dem Haus zum Andenken an Lipsmeier 1954 ein Kreuz auf. Dieses Kreuz fand 2013 am Hof der Familie Wöstmann einen neuen Aufstellungsort. Dort findet sich noch der Name des Künstlers über dem Epitaph: „Gekreuzigt und auferstanden!“